# Typhlops tetrathyreus
Typhlops tetrathyreus este o specie de șerpi din genul Typhlops, familia Typhlopidae, descrisă de Thomas 1989. Conform Catalogue of Life specia Typhlops tetrathyreus nu are subspecii cunoscute.